# Onthophagus asperrimus
Onthophagus asperrimus là một loài bọ cánh cứng trong họ Bọ hung (Scarabaeidae).